# 2207 Antenor
A 2207 Antenor (ideiglenes jelöléssel 1977 QH1) egy kisbolygó a Naprendszerben. Nyikolaj Csernih fedezte fel 1977. augusztus 19-én.